# 暮光幻影
《暮光幻影》是LIDENFILMS創作的日本電視動畫作品。於2018年7月至9月播出，全12話。為與中國乐元素控股有限公司合作的原創動畫。

## 故事大綱
故事發生在英國倫敦，一間只在夜晚營業的神秘咖啡廳“Cafe Forbidden”。帥氣的店員們身上都有着不為人知的秘密。喜愛紅茶的吸血鬼，陽光的狼人廚師、沉默寡言的殭屍服務生，而他們的真實身分是生活在人類社會中不認可其存在的非人類安布拉。某天，一位少女誤入“Cafe Forbidden”。令人驚奇的是，她的曾祖母正是“Cafe Forbidden”的第一代店主亦是傳説中的道士！那名少女與“Cafe Forbidden”的店員們的羈絆也由此悄悄萌生……

## 登場人物
- 按照日文/中文配音順序排列[1][4]

## 主要人物
白鹿瞳
配音：花澤香菜 / 山新
故事的女主角。年齡為18歲。傳説中的道士夏離江的外孫女。故事的開始前往自己所憧憬的倫敦去留學。手中的戒指為曾祖母離江的遺物。
自年少時身長於嚴格的家庭中，所以在家鄉中受到閉塞感的同時仍然在遵守家族的規矩，卻想着要在高中畢業後自由地去做自己想做的事。即使面對曾祖母在過去因擁有強大的能力受族人的憎惡，卻很崇拜她的同時繼承其才能(雖然本人並不知曉)。
布拉德·加芬克爾
配音：櫻井孝宏 / 藤新
故事的男主角。不再吸血的傳説中的吸血鬼。曾經在倫敦引起怪異騷動，以此馳名的最強吸血鬼，不喜歡大蒜。
由於活得太久而擁有異常強烈的自尊心和怠惰的性格。雖然從舉止和言語顯得十分冷淡，但有着對某位女性的思戀長達一個世紀之久的浪漫之面。在“Cafe Forbidden”，抱着對紅茶強烈的執着而親自泡茶，而將大部分活都推給其他成員。
盧克·鮑恩
配音：岡本信彥 / 寶木中陽
重視同伴、愛惡作劇的離羣狼人。性格開朗活潑，鮑恩的哥哥。經常和布拉德·加芬克爾發生爭執。
過去揹負着因為自己的原因而導致家鄉被毀滅、與弟弟鮑恩從此訣別的悲哀過去。總是為朋友着想富有濃厚的人情味，但也常因意氣用事而導致行動失誤而終。“Cafe Forbidden”的氣氛製造者和廚房料理擔當。擅長的料理是所有的意大利料理(尤其是辣味蒜香意大利麪)。
桃流
配音：杉田智和 / 郭盛
為人忠義的殭屍。跟黑刑同樣為道士出身。
原本是被作為兵器製造出來，但後來被有心之人撿到從中國來到英國。沉默而認真，但由於太過認真而稍顯天然。忠城之心異常的強烈，一旦主人遇到危險，就會做出不惜犧牲自己、破壞一切也要救出對方的過激行為。負責在“Cafe Forbidden”的大廳、收銀台擔當。
維恩·金
配音：山下大輝 / 叮噹
一位神出鬼沒的失憶的少年幽靈。流落街頭的意識被撿回“Cafe Forbidden”，因為沒有實體而認識到自己是幽靈。雖然沒有誕生前的記憶，但比其他成員都年輕。好奇行旺盛，喜歡新鮮事物。擁有附身在任何物品上的能力，附身於個人電腦或智能手機能時體現出自己的IT水平之高，主要負責情報收集。

## 與主要人物有關的人
克里斯·鮑恩
配音：小野友樹
憎恨着安布拉的安布拉。與盧克是在相同家鄉長大的兄弟。
由於隱居的家園被原本認為是同伴的安布拉所毀滅，加入“黃昏時刻”的盧克回到家園後，那家園卻被憎恨人類的安布拉毀滅。從此憎恨盧克的同時盼望着自己也在內的所有安布拉統統消滅。
沐星瑤
配音：石見舞菜香
支持着朋友，心裏善良的少女。瞳的好朋友。守望着追求自由和好奇心強的瞳，有時給予她不少建議。因為某種原因而受想要獲取瞳的能力的黑刑給盯上。
夏離江
配音：堀江由衣
曾經馳名倫敦的安布拉獵人。瞳的曾祖母。
以自己作為獵人的能力和出人意表的性格，在安布拉之間十分有名的人物。一百年前創建咖啡廳“Cafe Forbidden”。
喬治·L·格雷戈里
配音：乃村健次
守護倫敦安全的熱情刑警。隸屬於被稱為“後院”的處理安布拉相關案件的部門。為了不讓市民注意到安布拉的存在，對相關案件進行偵查和處理。

## 反派角色
黑刑
配音：諏訪部順一
存活一個世紀以上，擁有不死之身的男子。和離江一樣是道士出身，卻被當作異類看待，殭屍桃流的製造者。
雖然隸屬於以消滅安布拉為目的的神秘組織“午夜陽光”，為了延續自己的“長生不老”而試圖獲取瞳的能力並且將對瞳有關的好友瑤給視為完成自己的目的的目標。
范海辛
配音：小山力也
為一己之正義而活的吸血鬼獵人。人類至上主義者，以殲滅安布拉為目的的組織“午夜陽光”的倫敦支部的首領。“Snow Mary”的社長，利用公司的收益和技術在歐洲各國持續狩獵安布拉。憑藉着他的功績，被組織認可為安布拉獵人的始祖範海辛第十三代。
後援
配音：鳥海浩輔
萬年睡眠不足，喜愛甜點的天才工程師。手機應用“魔法之鏡”的開發者。興趣是編程。每天都在鑽研新的技術。雖然僱傭於“Snow Mary”的社長範海辛，但一直對他抱有不滿，反叛之心昭然若揭。

## 製作人員
- 原作 - Happy Elements[6]
- 監督 - 森邦宏[6]
- 系列構成 - 丸戸史明、矢野俊策[6]
- 劇本 - 丸戸史明
- 世界設定 - 矢野俊策
- 人物原案 - 左[6]
- 人物設計 - 山下恵[6]
- 生物設計 - Zトン[6]
- 設計工作 - 大島美和、森木靖泰、亀谷響子
- 動作統籌 - 植田均
- 動作作画監督 - 和田大
- 美術設定 - 吉崎正樹
- 美術監督 - 永吉幸樹
- 色彩設計 - 小野寺笑子
- 攝影監督 - 阿部安彦
- 編輯 - 梅津朋美
- 音響監督 - 明田川仁
- 音樂 - TOMISIRO（法语：TOMISIRO）[6]
- 音樂製作人 - 木戸文祥
- 製作人 - 萩原猛、李晴寧、星野万里、平澤直
- 動畫製作人 - 橋本淳至
- 動畫制作 - LIDENFILMS[6]
- 製作 - Happy Elements Asia Pacific[6]

## 主題曲
片頭曲「Flowery Song」
作詞 - 小佐野彈 / 作曲・編曲 - TAKUYA / 歌 - 汪東城
片尾曲
「HOME」（第1話 - 第4話、第6話- 第12話）
作詞 - 中嶋ユキノ / 作曲 - 渡辺翔 / 編曲 - 南田健吾 / 歌 - May'n
「妖精の恋人」（第5話）
作詞・作曲 - 山本加津彦、TAKUYA、URU / 編曲 - URU、TAKUYA / 歌 - 汪東城 feat. May'n

## 各話列表
| 話数   | 副標題 | 脚本     | 分鏡                                         | 演出             | 作画監督 | 總作画監督        |
| ------ | ------ | -------- | -------------------------------------------- | ---------------- | --- | ----------------- |
| 第1話  |        | 丸戸史明 | 森邦宏                                       | 高橋順           | 大島美和 武本大介 戸倉紀元 舘崎大 八木元喜 石川慎亮 門智昭 佐藤麻里那                                                                      | 山下恵 出野喜則   |
| 第2話  |        | 丸戸史明 | 外山草 島津裕行 中山奈緒美 森邦宏            | 矢野孝典         | 奥野倫史 門智昭 南伸一郎 臼井里江 | 田中一郎          |
| 第3話  |        | 丸戸史明 | 島津裕行                                     | 飛田剛           | 小笠原憂 舛舘俊秀 飯飼一幸 服部憲知 津熊健徳 油井徹太郎 冨沢和雄                                                                           | 出野喜則          |
| 第4話  |        | 朝浦     | 吉田泰三 中山奈緒美                          | ながはまのりひこ | 桜井木ノ実 橋本正則 | 山下恵            |
| 第5話  |        | 朝浦     | 渡邊哲哉                                     | 秦義人           | 吉田肇 Wang Ming へばらぎ | 出野喜則 冨沢和雄 |
| 第6話  |        | 丸戸史明 | 原博                                         | 関大             | 門智明 南伸一郎 飯飼一幸 松本和志 桜井このみ 飯塚葉子 多田和春 飯掛玉子 Jumondow Seoul                                                     | 門智明            |
| 第7話  |        | 丸戸史明 | 中山奈緒美 島津裕行 福田道生 山田卓 増田敏彦 | 山田卓           | 原田峰文 臼井里江 今岡大 服部憲知 今井雅美                                                                                                 | 出野喜則          |
| 第8話  |        | 王雀孫   | 望月智充                                     | 又野弘道         | 小山知洋 | 山下恵            |
| 第9話  |        | 王雀孫   | 山本靖貴                                     | 大西景介         | 飯飼一幸 服部憲知 山崎克之 松岡秀明 南伸一郎 谷川亮介 今井雅美 桜井正明 鈴木奈都子 河野眞也                                                | 冨沢和雄          |
| 第10話 |        | 丸戸史明 | 島津裕行                                     | 秦義人 伊東優一  | 吉田肇 Wang Ming | 門智昭            |
| 第11話 |        | 丸戸史明 | 石井久志 森邦宏                              | 関大             | 鈴木奈都子 奥野倫史 飯飼一幸 谷川亮介 今岡大 臼井里江 坂本一也 原田峰史 陣内美帆                                                           | 出野喜則          |
| 第12話 |        | 丸戸史明 | 原博 島津裕行 今泉賢一 森邦宏                | 高田美里 森邦宏  | 南伸一郎 谷川亮介 桜井正明 冨沢和雄 服部憲知 八木元喜 斉藤千比呂 芳我恵理子 坂本一也 佐川遥 伊東優一 西田美弥子 石井久志 臼井里江 大石美絵 | 山下恵 門智昭     |

## 播放平台
| 播放期間                | 播放時間                         | 播放電視台 | 播放地區 | 備註                          |
| ----------------------- | -------------------------------- | ---------- | -------- | ----------------------------- |
| 2018年7月10日 - 9月25日 | 星期二 0:30 - 1:00（星期一深夜） | TOKYO MX   | 東京都   |                               |
|                         |                                  | BS富士     | 日本全域 | BS放送 / 『アニメギルド』節目 |

| 配信時間                | 配信時間             | 播放網站                                                                         |
| ----------------------- | -------------------- | -------------------------------------------------------------------------------- |
| 2018年7月10日 - 9月25日 | 星期二 12:00 更新    | d動畫商城 Niconico頻道                                                           |
| 2018年7月13日 - 9月28日 | 星期五 12:00 更新    | Amazon Video FOD Hikari TV U-NEXT 萬代頻道 GYAO! dTV ビデオマーケット Rakuten TV |
|                         | 星期五 12:00 - 12:30 | AbemaTV                                                                          |

## 外部連結
- 電視動畫官方網站 （页面存档备份，存于）
- TVアニメ『Phantom in the Twilight』公式的X（前Twitter）